# Baoshui
Baoshui är en socken i Kina. Den ligger i provinsen Hebei, i den norra delen av landet, omkring 190 kilometer sydväst om huvudstaden Peking. Antalet invånare är 15 722. Befolkningen består av 8 411 kvinnor och 7 311 män. Barn under 15 år utgör 22,0 %, vuxna 15-64 år 69 %, och äldre över 65 år 8,0 %.
Runt Baoshui är det tätbefolkat, med 613 invånare per kvadratkilometer. Närmaste större samhälle är Beiluo, 3,2 km sydost om Baoshui. Trakten runt Baoshui består till största delen av jordbruksmark.
Genomsnittlig årsnederbörd är 675 millimeter. Den regnigaste månaden är juli, med i genomsnitt 200 mm nederbörd, och den torraste är januari, med 3 mm nederbörd.